# Pokr Vedi
Pokr Vedi (en armenio: Փոքր Վեդի) es una comunidad rural de Armenia ubicada en la provincia de Ararat.
En 2008 tenía 3259 habitantes.
El pueblo fue fundado en 1831. Al oeste de Pokr Vedi se hallan las tierras de Khor Virap, un monasterio ubicado junto al vecino pueblo de Lusarat; este monasterio data del siglo VII y es uno de los sitios de peregrinación más visitados de Armenia.
Se ubica junto al cruce de las carreteras H11 y H8, unos 5 km al este de la frontera con Turquía marcada por el río Aras.